# Paratrichocladius tusimodeeus
Paratrichocladius tusimodeeus är en tvåvingeart som beskrevs av Sasa och Suzuki 1999. Paratrichocladius tusimodeeus ingår i släktet Paratrichocladius och familjen fjädermyggor. Inga underarter finns listade i Catalogue of Life.